# 전기 현상 목록
전기 현상 목록은 다음과 같다.
- 비펠드-브라운 효과
- 전기수용
- 코로나 방전
- 유전체 (물리학)
- 직류
- 전자기 유도
- 전기발광
- 정전기 유도
- 감전
- 강유전체
- 홀 효과
- 유도계수
- 유도가열
- 번개
- 광전 효과
- 압전 효과
- 플라스마
- 근접효과 (전자기학)
- 초전 효과
- 산화·환원 반응
- 표피효과
- 정전기
- 전기 불꽃
- 열전자 방출
- 열전 효과
- 뇌우
- 마찰전기